# Aplagiognathus
Aplagiognathus är ett släkte av skalbaggar. Aplagiognathus ingår i familjen långhorningar.
Kladogram enligt Catalogue of Life:
| Aplagiognathus | \| \| Aplagiognathus hybostoma \| \| \| \| \| \| Aplagiognathus spinosus \| \| \| \| |
|                | \| \| Aplagiognathus hybostoma \| \| \| \| \| \| Aplagiognathus spinosus \| \| \| \| |
|                | Aplagiognathus hybostoma                                                             |
|                |                                                                                      |
|                | Aplagiognathus spinosus                                                              |
|                |                                                                                      |